# Fannia neomexicana
Fannia neomexicana är en tvåvingeart som beskrevs av Chillcott 1961. Fannia neomexicana ingår i släktet Fannia och familjen takdansflugor.
Artens utbredningsområde är New Mexico. Inga underarter finns listade i Catalogue of Life.